# Брега
Марса-Брега, також Брега, Марса-ель-Брега, Марса-ель-Бурейка (араб. مرسى البريقة — «Marsā al-Burayqa») — місто і порт Лівії, муніципалітет Ель-Вахат. Розташований на березі затоки Сідра на південному узбережжі Середземного моря. Населення 13 тисяч осіб (на 2003 рік).

## Історія
Брегу заснували в 1960 році на місці рибальського села, зруйнованої під час Другої світової війни. Виникнення імста було пов'язане з розвитком нафтогазової галузі.
Під час повстання в Лівії у 2011 році біля міста Брега відбувалися бої між силами повстанців і прихильників Муаммара Каддафі. За час конфлікту Брега кілька разів переходила з рук в руки, при цьому з квітня по липень 2011 р. Брега була зайнята військами Каддафі. Великий наступ збройних сил супротивників Каддафі на місто почався 13 липня 2011 р., проте підступи до міста виявилися сильно заміновані і до кінця липня повстанці контролювали лише частину Бреги.

## Економіка
Порт Марса-Брега — один з кількох головних нафтоекспортних портів Лівії. 
Також в місцевій промисловій зоні звели невеликий нафтопереробний завод (1961), завод зі зріджуванню газу Брега ЗПГ (1970, не працює з 2011-го), заводу метанолу (1977), завод азотної хімії (1978).